# هربرت بنسون
هربرت بنسون (بالإنجليزية: Herbert Benson)‏ هو طبيب أمريكي، ولد في 1935 في يونكيرس في الولايات المتحدة.

## وصلات خارجية
- هربرت بنسون على موقع IMDb (الإنجليزية)